# Benedicte Håland
Benedicte Iversen Håland (Ålesund, 10 febbraio 1998) è una calciatrice norvegese, di ruolo portiere.

## Carriera

### Club
Håland inizia la sua carriera calcistica senior nel Nordhordland/Eikanger/Kvernbit, club dove rimane per due stagioni dal 2013 al 2014 maturando solo due presenze in 4. divisjon prima di trasferirsi all'Arna-Bjørnar, club di Bergen. Qui rimane per la maggior parte della carriera, tre stagioni consecutive alternandosi tra la squadra riserve (Arna-Bjørnar 2) in 2. divisjon (terzo livello), campionato Under-19 e, già dalla stagione d'esordio, in Toppserien, livello di vertice del campionato norvegese di categoria inizialmente come vice di Hilde Gunn Olsen. Dopo che Gunn Olsen aveva lasciato la squadra per trasferirsi in Inghilterra, al Sunderland, il tecnico Bjarne Hagen la fa debuttare in campionato il 13 maggio 2015, impiegandola da titolare tra i pali nell'incontro pareggiato in casa 1-1 con il Kolbotn. Matura altre 2 presenze prima dell'arrivo, dopo la sessione estiva di calciomercato, della statunitense Megan Kinneman che diventa portiere titolare sino a fine stagione. Nella stagione successiva, benché formalmente in rosa con la prima squadra l'arrivo della statunitense Alyssa Giannetti le preclude l'impiego in campionato marcando nel 2016 solo qualche presenza con la squadra Under-19, e solo nella stagione 2017 riesce a ritagliarsi nuovamente un posto marcando 2 presenze in campionato e una in Coppa di Norvegia.
Successivamente, ha trascorso un breve periodo con il club Sandviken, durante il quale ha avuto l'opportunità di giocare temporaneamente con la squadra Fyllingsdalen solo per la seconda metà stagione 2018-2019. 
Håland ha firmato successivamente un contratto annuale con il Lugano 1976, giocando così in Lega Nazionale A.
Nel settembre 2020 ha firmato un contratto stagionale per il Bristol City.
Nell'estate del 2021, ha firmato un contratto stagionale con il Selfoss, giocando così in Úrvalsdeild kvenna.
Però durante la stagione 2021-2022, nel mercato invernale, si trasferì all'Hellas Verona, giocando così 11 partite nella Serie A (calcio femminile).
Nel mese di maggio del 2022, è stato ufficializzato il suo trasferimento all'Hibernian Football Club proveniente dal Verona. Da allora, Håland ha disputato la maggior parte delle partite di campionato e ha preso parte a diverse sfide di coppa con l'Hibernian. Durante le partite della Coppa Capital Cup, nel novembre del 2022, ha dato un contributo significativo alla squadra, aiutandola a conquistare il titolo parando un rigore decisivo.

### Nazionale
Håland è stata scelta per partecipare alla nazionale norvegese Under 17 nel 2014. Durante tale periodo, ha disputato tre partite e successivamente è stata convocata per il l'Europeo Under 17 femminile, che si è svolto in Islanda nell'estate del 2015. Inoltre, è stata selezionata anche per la squadra Under 19, prendendo parte a quattro incontri.